# Moskvič 403
Moskvič 403 (rusky Москвич-403) byl osobní automobil vyráběný automobilkou MZMA (Moskevský Závod Malolitrážních Automobilů) od roku 1962 do roku 1965. Byl to přechodný typ mezi předchozím Moskvičem 407 (se kterým měl s drobným faceliftem shodnou karoserii) a následujícím Moskvičem 408, se kterým sdílel řadu nových dílů (např. přední nápravu a uložení motoru). Motor byl ve všech třech typech stejný. 
Původně měl po typu 407 následovat rovnou typ 408, ale příprava jeho výroby se stále protahovala. Většina agregátů nového vozu byla již připravena k výrobě, ale stále nebyly připraveny výrobní linky na lisování a svařování dílů karoserie. Proto bylo rozhodnuto zahájit výrobu tohoto přechodného modelu s netypickým skokem vzad v číslování. 

## Technické údaje
- Motor
  - Rozvod: OHV
  - Objem 1375 cm³
  - Výkon: 33 kW (45 koní)
  - Vrtání: 76 mm
  - Zdvih: 75 mm
  - Maximální rychlost: 115 – 120 km/h
- Převodovka: čtyřstupňová manuální

## Odvozené typy

### Moskvič 424
Moskvič 424 bylo kombi odvozené od Moskviče 403.

### Moskvič 432
Moskvič 432 byl dodávkový automobil postavený na bázi Moskviče 403.